# Jorxey
Jorxey ([ˈɡɔsɛ] ) ist eine französische Gemeinde mit 81 Einwohnern (Stand: 1. Januar 2022) im Département Vosges in der Region Grand Est. Sie gehört zum Arrondissement Neufchâteau (bis 2024 Épinal) und ist Mitglied im Gemeindeverband Communauté de communes de Mirecourt Dompaire.

## Geografie
Die Gemeinde liegt etwa zehn Kilometer südwestlich von Charmes.

## Geschichte
Die Gemeinde wurde erstmals im Jahr 1172 als Jorceis urkundlich erwähnt.

### Bevölkerungsentwicklung

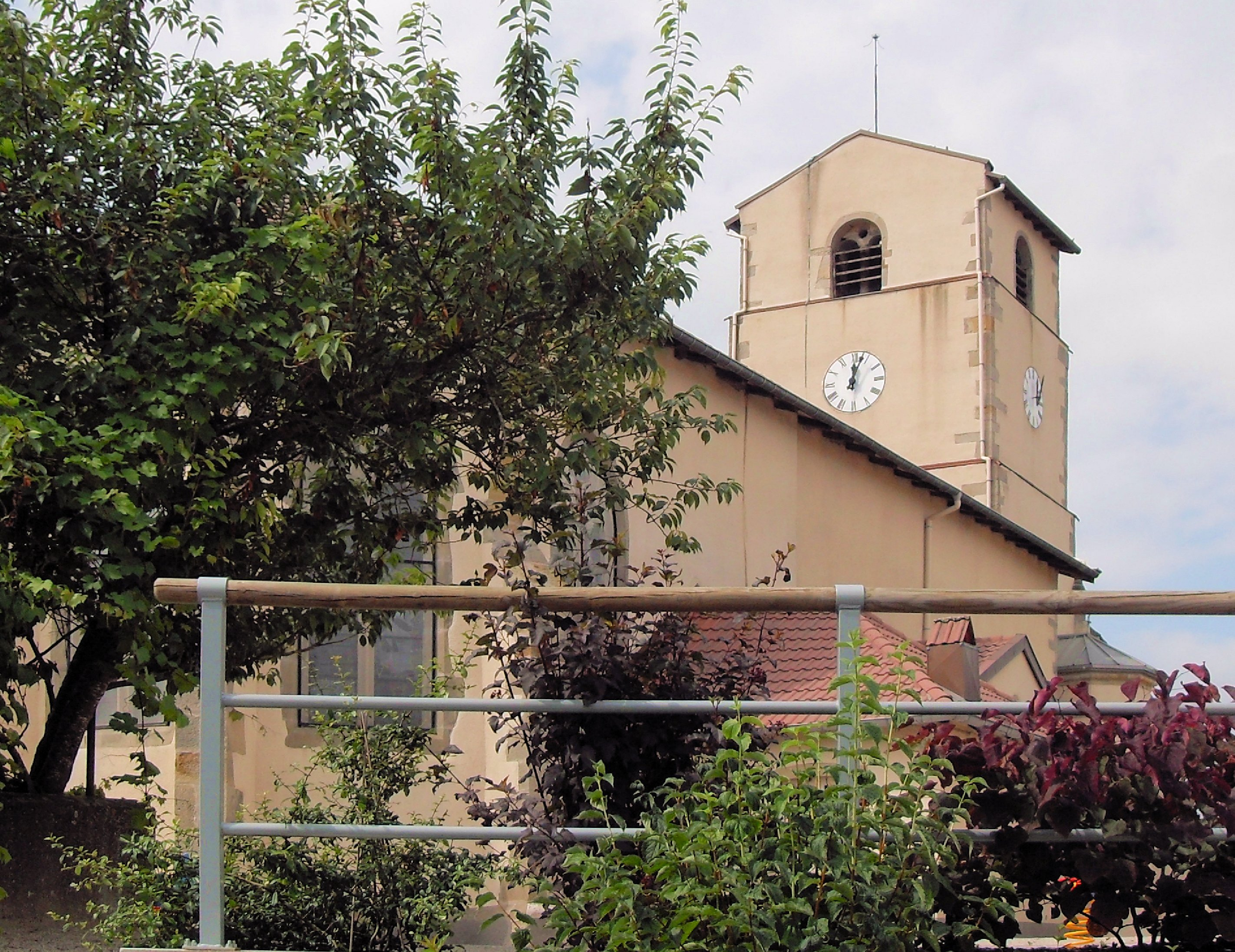
Kirche St. Aper

| Jahr      | 1793 | 1896 | 1954 | 1982 | 1990 | 1999 | 2007 | 2019 |
| Einwohner | 221  | 226  | 131  | 75   | 70   | 85   | 90   | 82   |

## Sehenswürdigkeiten
- Kirche Saint-Epvre aus dem 15/16. Jahrhundert (Ausstattung als Monuments historiques klassifiziert)